# Piroch Gábor
Piroch Gábor (Budapest, 1953. január 22. –) magyar kaszkadőr, kaszkadőrszakértő. 1969 óta több mint 350 televíziós és filmes produkcióban szerepelt. 2007-ben a kaszkadőrök legnagyobb elismerésének számító Taurus World Stunt Awardsra jelölték a Szabadság, szerelem című filmért. Számos hollywoodi kasszasikerben szerepelt kaszkadőrként.

## Élete és pályafutása
Édesapja ökölvívással foglalkozott, ennek köszönhetően gyerekkorától fogva aktívan sportolt, ökölvívással, labdarúgással foglalkozott, dzsúdózott, atletizált, úszott és kajakozott, később pedig több más sportággal is foglalkozott (torna, műugrás, vívás, lovaglás, sziklamászás).
Tizenöt évesen került a filmezés közelébe, tizenhat évesen kapta az első kaszkadőrmunkáját. Pályafutása alatt több mint negyven országban, több mint száz filmben volt dublőre számos világsztárnak, több alkotásban kaszkadőrként is tevékenykedett. A magyar színészek, kaszkadőrök közül elsőként vették fel az amerikai színész szakszervezetbe.
Az utóbbi években sűrűn találkozhatunk nevével amatőr ügető versenyeken.
2007-ben jelentette meg életrajzi regényét Kaszkadőrnek születtem címmel.

## Válogatott filmográfia
- Transformers 3. (2011)
- Thor (2011)
- Hellboy II – Az Aranyhadsereg (2008)
- Mr. és Mrs. Smith (2005)
- Világok harca (2005)
- Alamo – A 13 napos ostrom (2004)
- Terminátor 3. – A gépek lázadása (2003)
- Kontroll (2003)
- A Skorpiókirály (2002)
- A múmia (1999)
- Európa expressz (1998)
- Titanic (1997)
- A három testőr Afrikában (1996)
- Kis Romulusz (1993)
- Kisváros (1993)
- Privát kopó (1992)
- Kutyakomédiák (1992)
- Hamis a baba (1991)
- Hudson Hawk – Egy mestertolvaj aranyat ér (1991)
- Total Recall – Az emlékmás (1990)
- Az óriási nyomozó (1988)
- T.I.R. (1984)
- Linda (1982)
- Csak semmi pánik (1982)
- Hol colt, hol nem colt (1980)

## Művei
- Kaszkadőrnek születtem; szerzői, Budapest, 2007
- Hollywoodland; Boook, Budapest, 2022
- Donár, a gyöngyház hercege. Első rész; Boook, Budapest, 2023